# Marrit Jasper
Marrit Jasper (Sneek, 28 febbraio 1996) è una pallavolista olandese, schiacciatrice del Developres Rzeszów.

## Carriera

### Club
Marrit Jasper inizia la propria carriera giocando con la squadra di Eredivisie dello Sneek durante la stagione 2012-13. Con il club, in quattro anni di militanza, vince complessivamente due campionati, una Coppa dei Paesi Bassi e due supercoppe olandesi. In seguito si trasferisce in Germania per disputare con il Suhl la 1. Bundesliga 2016-17.
Per la stagione 2017-18 si accasa al Dresdner con cui vince la Coppa di Germania, mentre nell'annata successiva si lega al PTSV Aachen, sempre nel massimo campionato tedesco.
Per la stagione 2020-21 è impegnata invece in Italia dove disputa la Serie A1 con la maglia della Millenium Brescia, mentre in quella successiva difende i colori del Cuneo Granda, nella stessa divisione.
Nell'annata 2022-23 si trasferisce invece nella Ligue A francese, ingaggiata dal Neptunes de Nantes, con il quale vince una Coppa di Francia ed ottiene, al termine della stagione 2023-24, il premio come miglior schiacciatrice. Per il campionato 2023-24 cambia ancora paese ingaggiata dalle polacche del Developres Rzeszów.

### Nazionale
Nel 2017 riceve le sue prime convocazioni in nazionale olandese con la quale nello stesso anno ottiene la medaglia d'argento al campionato europeo; nella stessa competizione conquista il bronzo nell'edizione 2023.

## Palmarès

### Club
- Campionato olandese: 2

2014-15, 2015-16
- Coppa dei Paesi Bassi: 1

2013-14
- Coppa di Germania: 1

2017-18
- Coppa di Francia: 1

2023-24
- Supercoppa olandese: 2

2014, 2015

### Nazionale (competizioni minori)
- Festival olimpico della gioventù europea 2013

### Premi individuali
- 2024 - Ligue A: Miglior schiacciatrice